# レイラ・ベン・ユーセフ
レイラ・ベン・ユーセフ（Leila Ben Youssef、1981年11月13日 - ）はチュニジアの女子陸上競技選手。専門は棒高跳。アメリカ合衆国モンタナ州シドニー出身。
2008年北京オリンピック代表、2008年アフリカ陸上競技選手権棒高跳び大会金メダリスト。スタンフォード大学卒で、祖父にチュニジアの政治家サラー・ベン・ユーセフがいる。

## 自己ベスト
- 棒高跳 - 4m30 (2008年6月30日、ロス・ガトス)